# Epidromia zephyritis
Epidromia zephyritis là một loài bướm đêm trong họ Erebidae.